# Obora (Ústí nad Labem)
Obora é uma comuna checa localizada na região de Ústí nad Labem, distrito de Louny.